# Distrito de Lüchow-Dannenberg
El Distrito Lüchow-Dannenberg (en alemán: Landkreis Lüchow-Dannenberg) es el más oriental de los distritos del estado federado de Baja Sajonia (Alemania). Limita al este con el distrito de Uelzen, al norte con el distrito de Luneburgo y con el distrito de Ludwigslust del estado de Mecklemburgo, al este con el distrito de Pringnitz del estado de Brandeburgo y del distrito de Stendal del estado de Sajonia-Anhalt y en el sur con el distrito de Altmark-Salzwedel.
Se emplea a veces también para este distrito el nombre alemán de Hannoversches Wendland (o simplemente Wendland) procedente de Wenden (por los wendos o polabios), habitantes de origen eslavo que habitaron en este distrito desde el siglo IX.

## Composición del distrito
| - 1. Samtgemeinde Elbtalaue (474,15 / 21.757) 1. Damnatz (16,25 / 343) 2. Dannenberg, Stadt * (76,31 / 8.497) 3. Göhrde (40,53 / 708) 4. Gusborn (48,30 / 1.291) 5. Hitzacker (Elbe), Stadt (58,44 / 5.057) 6. Jameln (35,83 / 1.128) 7. Karwitz (31,65 / 822) 8. Langendorf (40,87 / 715) 9. Neu Darchau (22,62 / 1.522) 10. Zernien (51,54 / 1.674) 11. Göhrde (51,81 / 0) - 2. Samtgemeinde Gartow (185,09 / 4.033) 1. Gartow, Flecken * ( 28,28 / 1.414) 2. Gorleben (21,26 / 661) 3. Höhbeck (19,40 / 751) 4. Prezelle (41,51 / 538) 5. Schnackenburg, Stadt (23,70 / 669) | - 3. Samtgemeinde Lüchow (Wendland) (561,05 / 25.716) 1. Bergen an der Dumme, Flecken (25,48 / 1.574) 2. Clenze, Flecken (71,77 / 2.388) 3. Küsten (41,27 / 1.478) 4. Lemgow (64,34 / 1.487) 5. Luckau (22,18 / 682) 6. Lübbow (19,52 / 843) 7. Lüchow (Wendland), Stadt * (89,07 / 9.705) 8. Schnega (53,95 / 1.465) 9. Trebel (66,70 / 976) 10. Waddeweitz (48,80 / 961) 11. Woltersdorf (27,97 / 1.052) 12. Wustrow, Stadt (30,00 / 3.105) |